# Щербинин, Дмитрий Николаевич
Дмитрий Николаевич Щербинин (10 сентября 1989, Москва) — российский волейболист, центральный блокирующий казанского «Зенита» и сборной России, мастер спорта России международного класса (2010).

## Спортивная карьера
Дмитрий Щербинин является воспитанником московского Центра образования «Олимп», на протяжении большей части карьеры защищал цвета столичного «Динамо». В 2006 году Дмитрий начал выступления за фарм-команду «Динамо»-2 в высшей лиге «А», а 12 апреля 2008 года провёл первый матч в Суперлиге за основную команду.
В 2007 году играл за юниорскую сборную России под руководством Андрея Воронкова на чемпионате Европы в Австрии, где был признан лучшим блокирующим, и на чемпионате мира в Мексике. В сентябре 2008 года в Брно в составе молодёжной команды, возглавляемой Владимиром Кондрой, стал бронзовым призёром чемпионата Европы. Со студенческой сборной дважды, в 2009 и 2013 годах, побеждал на Универсиадах.
Осенью 2008 года 19-летний Дмитрий Щербинин выиграл первые титулы в клубной карьере, став обладателем Суперкубка и Кубка России. В финальном матче Кубка в Новосибирске он вышел на замену во втором сете, набрал за три неполных партии 7 очков и помог динамовцам одержать волевую победу над одинцовской «Искрой». За всё время выступлений в составе «Динамо» Щербинин семь раз выигрывал медали чемпионатов России, дважды становился лучшим блокирующим Суперлиги: в 32 матчах сезона-2010/11 он набрал этим элементом 109 очков, а в сезоне-2013/14 исполнил 88 результативных блокирований в 29 матчах. В составе «Динамо» Щербинин также побеждал в двух турнирах на Кубок Европейской конфедерации волейбола и дважды завоёвывал медали Лиги чемпионов. 
В июне 2019 года перешёл в новосибирский «Локомотив», в составе которого в наступившем сезоне стал чемпионом России, а спустя год выиграл бронзу российской Суперлиги. В мае 2021 года подписал контракт с казанским «Зенитом».
В сборной России дебютировал 26 сентября 2010 года в Модене в матче чемпионата мира против сборной Австралии. В июле 2011 года стал победителем Мировой лиги.

## Достижения

### Со сборными России
- Победитель Мировой лиги (2011).
- Победитель Всемирной Универсиады (2009, 2013), серебряный призёр Универсиады (2017).
- Бронзовый призёр молодёжного чемпионата Европы (2008).

### В клубной карьере
- Чемпион России (2019/20, 2022/23, 2023/24, 2024/25), серебряный (2010/11, 2011/12, 2015/16, 2016/17) и бронзовый (2009/10, 2014/15, 2017/18, 2020/21, 2021/22) призёр чемпионата России.
- Обладатель Кубка России (2008, 2021, 2022, 2023), финалист (2010, 2013, 2024) и бронзовый призёр (2009, 2012, 2015, 2025) Кубка России.
- Обладатель Суперкубка России (2008, 2009, 2023, 2024).
- Серебряный (2009/10) и бронзовый (2010/11) призёр Лиги чемпионов.
- Обладатель Кубка Европейской конфедерации волейбола (2011/12, 2014/15).

### Индивидуальные
- Лучший блокирующий юниорского чемпионата Европы (2007).
- Лучший блокирующий «Финала шести» чемпионата России (2017).
- Участник Матчей звёзд России (2012, февраль 2014).

## Награды
- Почётная грамота Президента Российской Федерации (19 июля 2013 года) — за высокие спортивные достижения на XXVII Всемирной летней универсиаде 2013 года в городе Казани[3].

## Личная жизнь
Женат, имеет сына.
В 2013 году окончил Московский государственный университет приборостроения и автоматики.